# Sougoulbé
Sougoulbé is een gemeente (commune) in de regio Mopti in Mali. De gemeente telt 9300 inwoners (2009).